# 日没

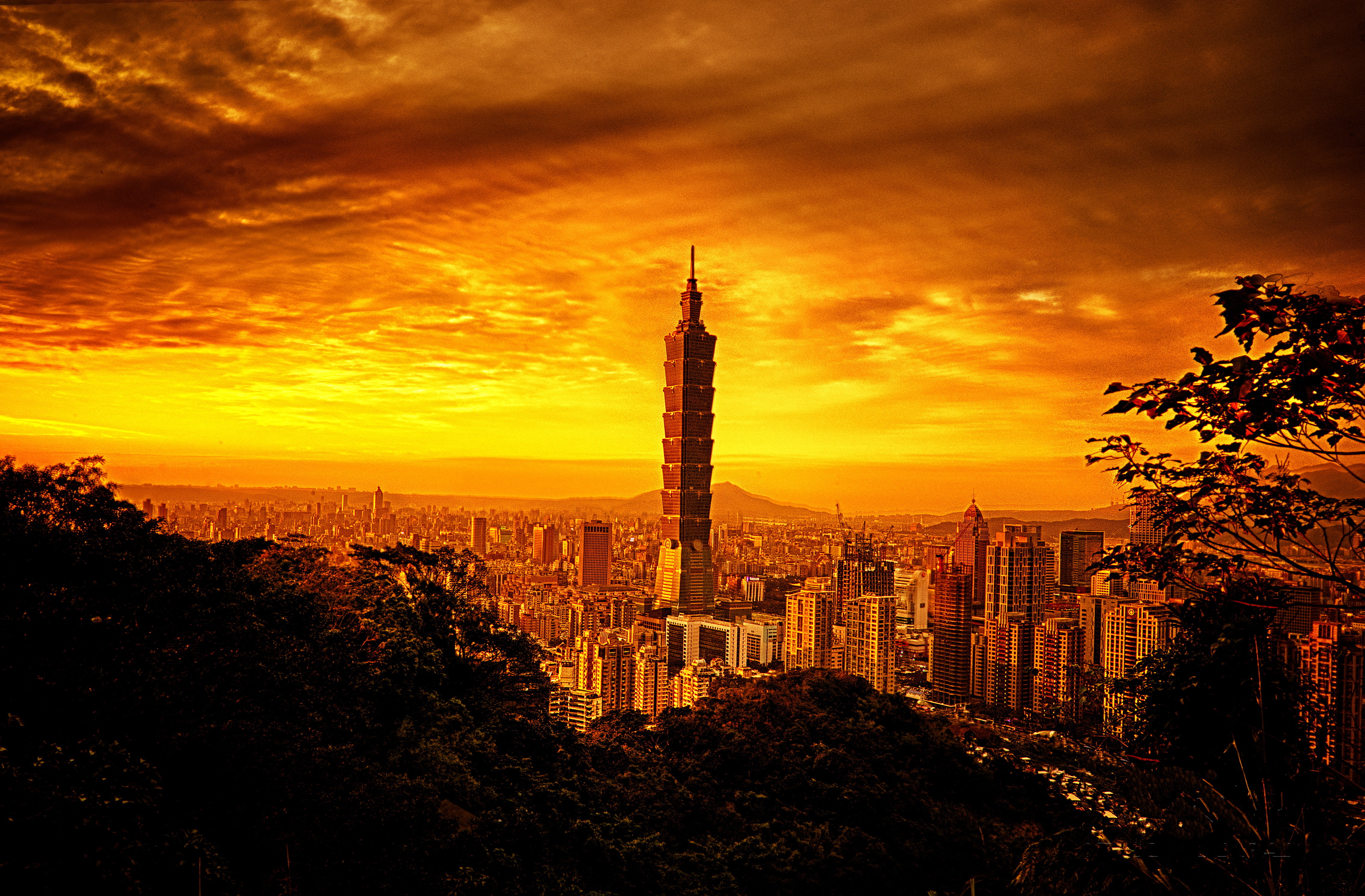
台北、台湾の夕景

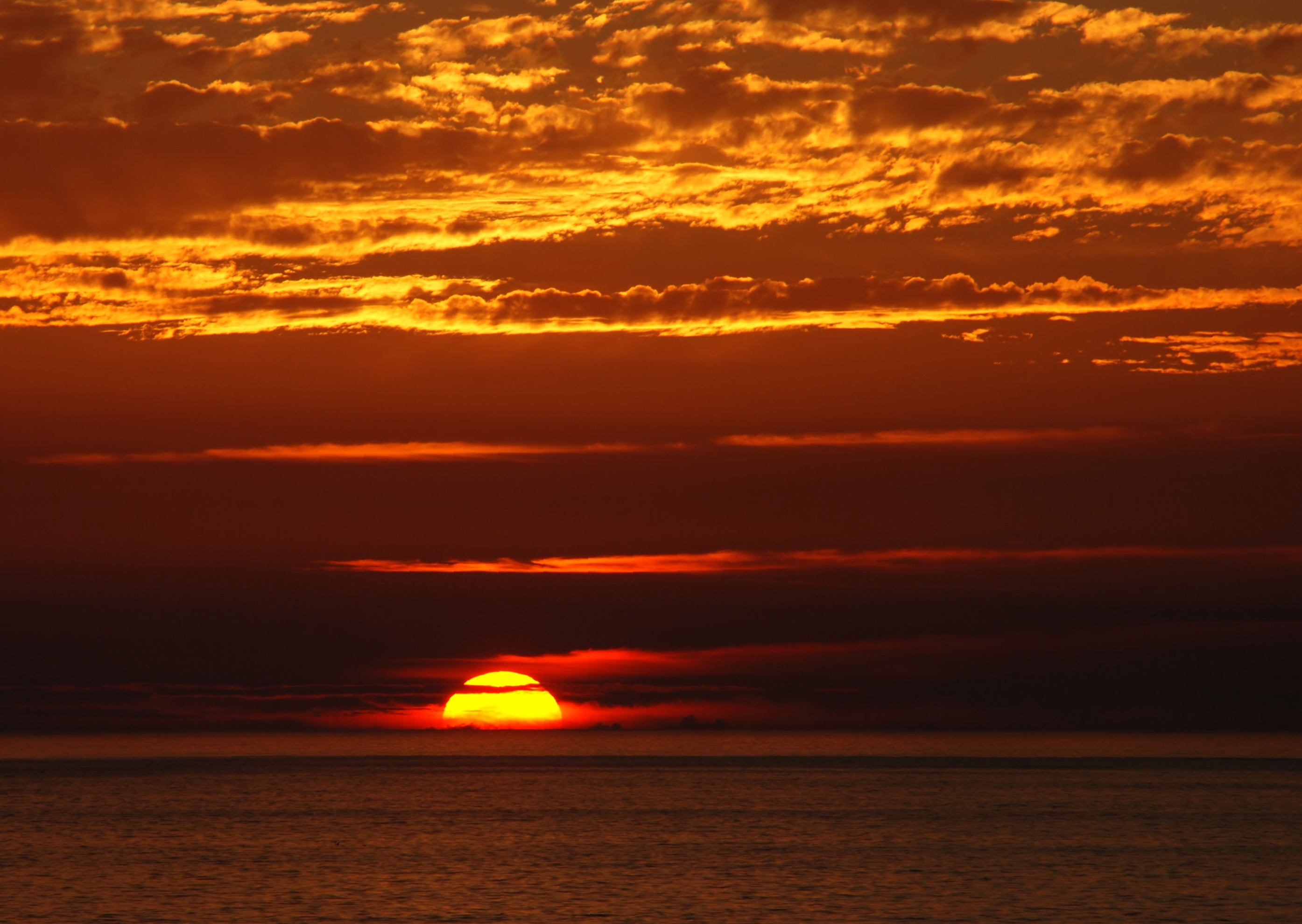
日没の数分前の太陽

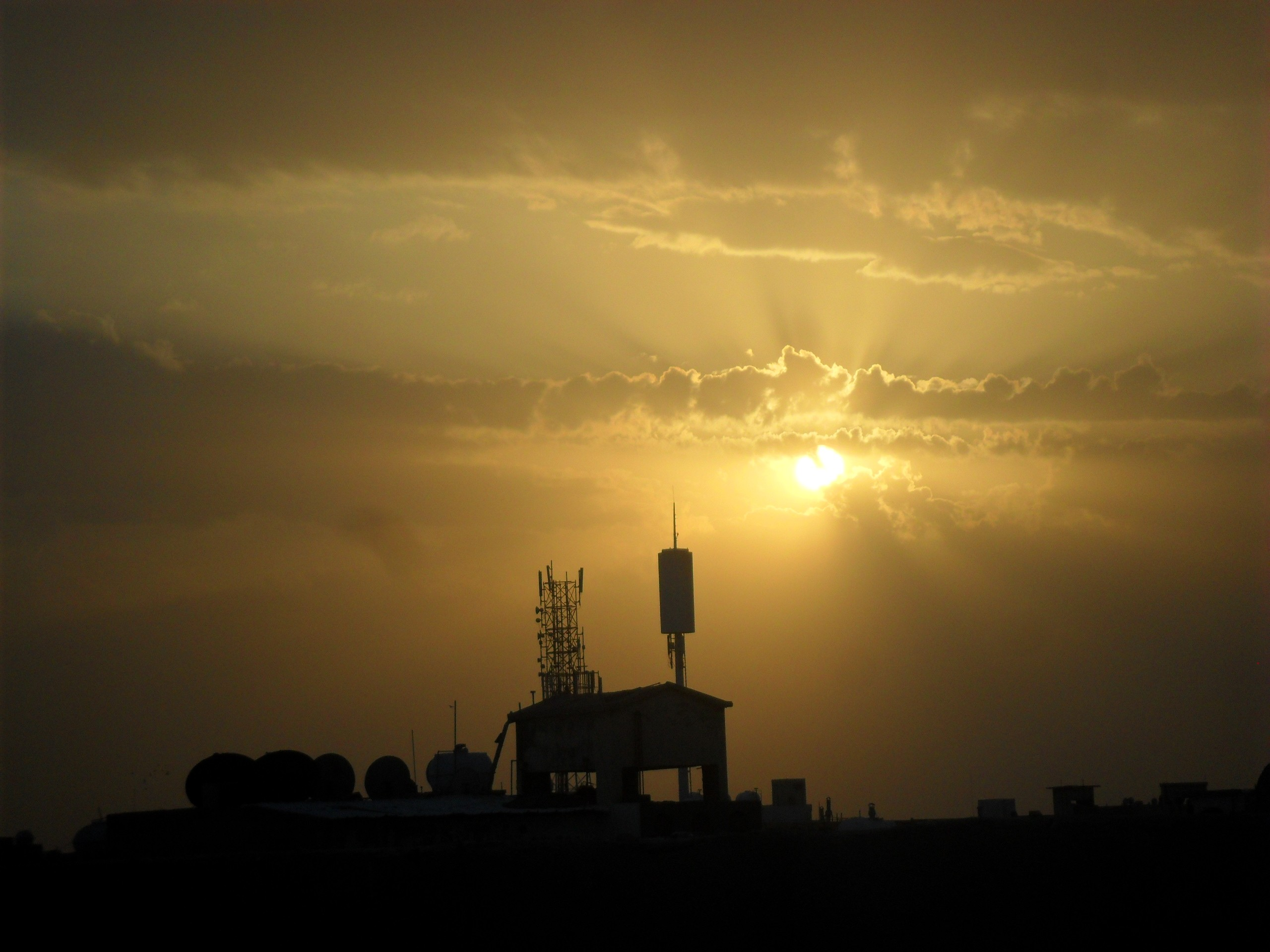
サウジアラビア、リヤドでの日の入り

日没（にちぼつ）とは、太陽系の自転する惑星や衛星において、1日に1回太陽が地平線の下に沈む現象である。日の入り（ひのいり）とも言う。本項では、ことわりのない限り地球の自転によって起こる地球での日没について述べる。
日没時刻は、太陽の縁が西の地平線の下に沈んだ瞬間として定義される。大気による日光の反射により、沈みゆく太陽の光線の経路は地平線付近で大きく曲がるため、実際の日没はおおよそ太陽の直径分だけ地平線下に沈んだ頃に起こる。日没は、太陽が地平線下約0.8度の時に起こり、空が暗くなり始める薄暮（はくぼ）とは異なる。日没と薄暮の時間を合わせて黄昏（たそがれ）と呼ぶ。

## 現象
日没時刻は、観測者の緯度、経度、高度により、さらには一年を通じて変化する。毎日の小さな変化や季節ごとの変化は、地軸の傾き、地球の自転、公転、月の影響等のためである。北半球では、夏期には昼が長くなり、夏至の頃に日没時刻は最も遅くなる。最も遅い日没は6月21日頃の夏至の日に起こる訳ではなく、6月下旬から7月上旬になる。日没が最も遅い日は、正確には観測者の緯度に依存する。同様に、日没が最も早い日は冬至ではなく、やはり観測者の緯度に依存して、2週間程度前の12月上旬に起こる。赤道上でも、日出や日没の時刻は、正中時刻にあわせて数分間前後する。これらの効果をプロットしたものは、アナレンマと呼ばれる。
地軸の傾きのため、日没の際にはいつでもどこでも、春分点と秋分点の間は北西の方角、秋分点と春分点の間は南西の方角になる。分点の日には、地球上のどこからでも正確に真西に見える。
日出と日没は、どちらも太陽の中心ではなく縁で計算されるため、「昼」の長さは「夜」の長さよりも若干長くなる。さらに日光は大気差により屈折するため、太陽が地平線の下に沈んだ後も見ることができる。また錯視効果によって、地平線に近い太陽はより大きく見える。

## 色

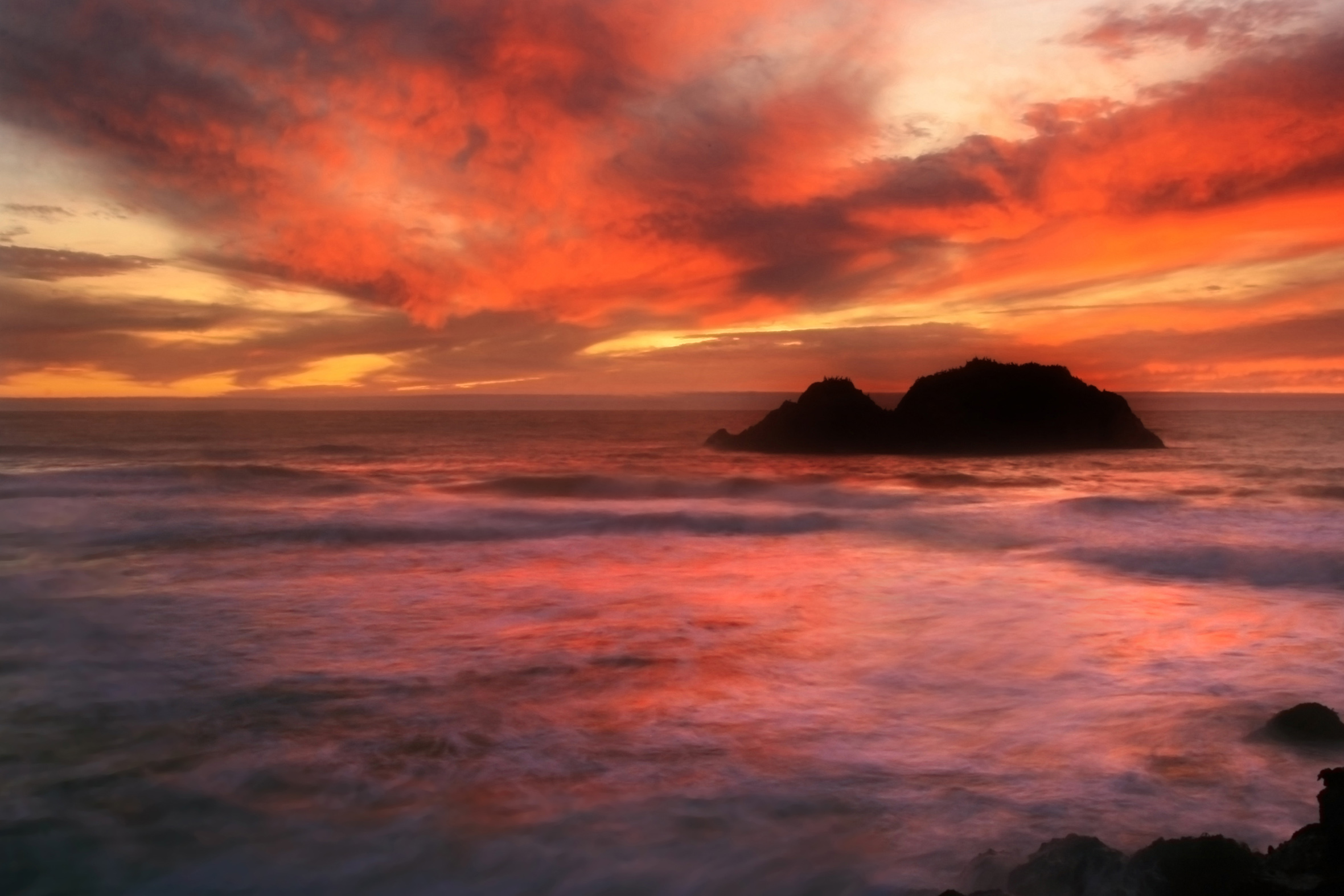
サンフランシスコの日没後の赤い空

日出や日没の空の赤色や橙色の強い色相は、空気分子や大気中の微粒子による日光の散乱が原因である。光の波長よりずっと小さな分子や微粒子による散乱（レイリー散乱）の強さは、波長に依存する。紫色や青色のような波長の短い光は、黄色や赤色等の波長の長い光に比べて強く散乱され、青色の成分が消える。この効果は、太陽が高い位置にある時に比べて日光が大気を通過する距離が長くなるため、日出や日没の際により強く影響する。大気中の微粒子は分子よりも強く散乱するため、日没の色に大きく関係する。強い雨が降った後等、対流圏に微粒子がほとんどない時には、空気分子だけが日光を散乱することになる。通常、朝の空と比べて夕方の空には微粒子やエアロゾルの量が多いため、日没の色は日出の色よりも鮮やかで強い。夜の大気は冷たくて風が少ないため、大気中の塵や微粒子は地表に落ちてしまうためである。しかし夜間に火事や噴火、砂塵嵐等が起こった場合には、日出の色は日没の色よりも強くなる。1991年のピナトゥボ山や1883年のクラカタウの噴火では、世界中で日出の色や日没の色が鮮やかになった。
日出の直前や日没の直後に、グリーンフラッシュという現象が観測される場合もある。

## 他の太陽系惑星

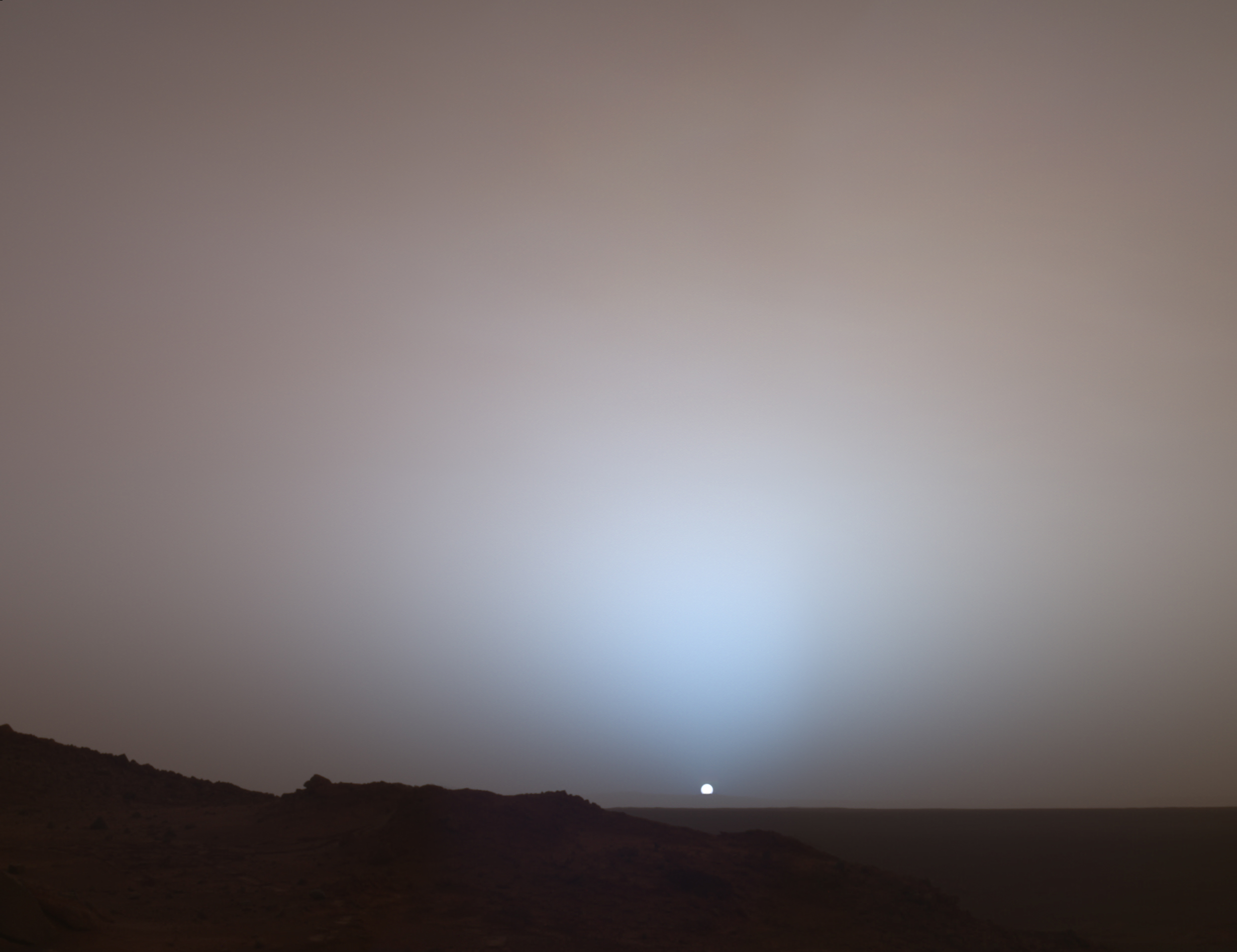
火星の日没

他の惑星上での日没は、太陽との距離や大気の組成の違いによって、かなり異なって見える。
火星は地球と比べて太陽までの距離が長いため、太陽は地球から見た時の3分の2の大きさにしか見えない。また火星の大気には酸素や窒素がなく、強風によって赤い塵がしばしば大気中に巻き上げられるため、地球と比べると日没はより長くて青い。ある研究によると、黄昏後、日光は2時間も留まっているとされる。